# Mine de Pike River
 (octobre 2023).
La mine de Pike River est une mine souterraine de charbon située dans la région de West Coast en Nouvelle-Zélande. Elle serait un des plus grands gisements de charbon de Nouvelle-Zélande. 

## Accident
En novembre 2010, plusieurs explosions dans la mine ont conduit à la mort de 29 personnes, plus grave accident minier dans le pays depuis 1914. La mine a été fermée à la suite de cet accident, avant qu'en 2019, une opération ne soit lancée par la Pike river recovery agency pour explorer à nouveau la grotte afin d'identifier les causes de l'accident et extraire les restes des 29 mineurs tués en 2010.